# 乔治堡
乔治堡（義大利語：Castel Giorgio）是意大利特尔尼省的一个市镇。总面积42.35平方公里，人口2232人，人口密度52.7人/平方公里（2009年）。ISTAT代码为055009。